# Eucalyptus obliqua
Eucalyptus obliqua ist eine Pflanzenart innerhalb der Familie der Myrtengewächse (Myrtaceae). Sie kommt in den Küstengebieten und küstennahen Gebieten des südöstlichen Australiens sowie in Tasmanien vor und wird dort „Messmate“, „Messmate Stingybark“, „Stringybark“, „Brown Top“, „Brown Top Stringybark“, „Australian Oak“ oder „Tasmanian Oak“ genannt.

## Beschreibung

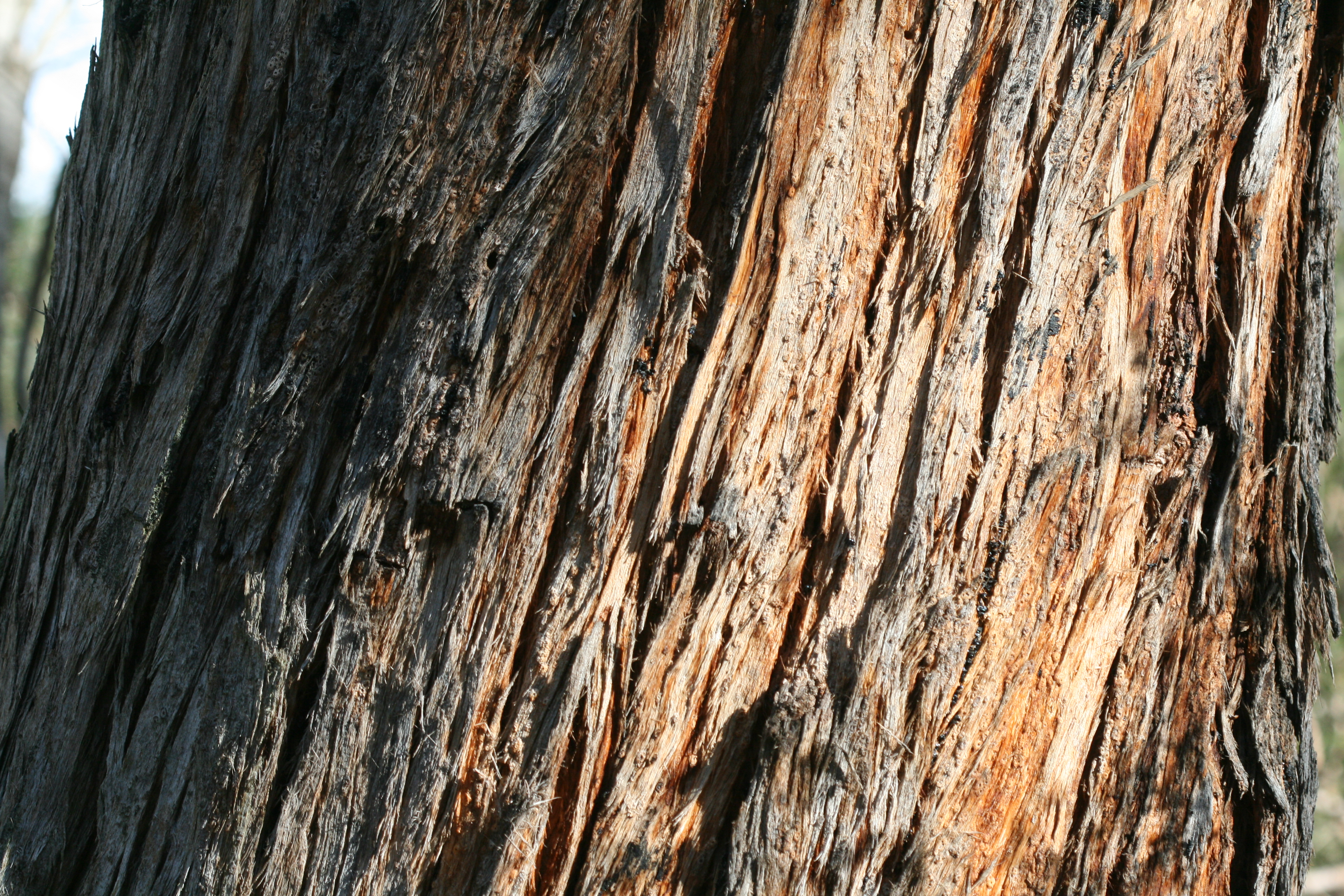
Borke

### Erscheinungsbild und Blatt
Eucalyptus obliqua wächst als immergrüner Baum, der Wuchshöhen von bis zu 50 Meter, manchmal auch bis über 85 Meter, erreicht. Die Borke verbleibt an den kleineren Zweigen, ist grau bis rotbraun und fasrig oder kurzfasrig. An den oberen Teilen des Baumes ist sie weiß bis grau und schält sich in kurzen Bändern. Die Rinde der kleinen Zweige ist grün. Weder im Mark der jungen Zweige noch in der Borke gibt es Öldrüsen. Der Stammdurchmesser erreicht über 4,5 Meter.
Bei Eucalyptus obliqua liegt Heterophyllie vor. Die Laubblätter sind stets in Blattstiel und -spreite gegliedert. An jungen Exemplaren ist die Blattspreite eiförmig bis elliptisch und glänzend grün,. An mittelalten Exemplaren ist die glänzend grüne Blattspreite bei einer Länge von etwa 10 cm und einer Breite von etwa 5 cm eiförmig bis elliptisch, sichelförmig gebogen und ganzrandig. Der Blattstiel an erwachsenen Exemplaren ist 7 bis 17 mm lang und schmal abgeflacht oder kanalförmig. Die auf Ober- und Unterseite gleichfarbig glänzend grüne Blattspreite an erwachsenen Exemplaren ist bei einer Länge von 10 bis 15 cm und einer Breite von 1,5 bis 3,3 cm breit-lanzettlich, relativ dick, sichelförmig gebogen mit schiefer Spreitenbasis und spitzem oder stumpfem oberen Ende. Die erhabenen Seitennerven gehen in mittleren Abständen in einem spitzen oder sehr spitzen Winkel vom Mittelnerv ab. Die Keimblätter (Kotyledone) sind nierenförmig.

### Blütenstand und Blüte
Seitenständig an einem bei einer Länge von 4 bis 15 mm und einem Durchmesser von bis zu 3 mm im Querschnitt stielrunden, schmal abgeflachten oder kantigen Blütenstandsschaft stehen in einem einfachen Blütenstand etwa elf bis fünfzehn Blüten zusammen. Die 1 bis 6 mm langen Blütenstiele sind stielrund. Die nicht blaugrün bemehlten oder bereiften Blütenknospen sind bei einer Länge von 4 bis 7 mm und einem Durchmesser von 2 bis 4 mm keulenförmig. Die Kelchblätter bilden eine Calyptra, die bis zur Blüte (Anthese) vorhanden bleibt. Die glatte Calyptra ist halbkugelig, kürzer als oder so lang wie der glatte Blütenbecher (Hypanthium) und ebenso breit wie dieser. Die Blüten sind weiß oder cremeweiß.

### Frucht
Die gestielte Frucht ist bei einer Länge von 6 bis 11 mm und einem Durchmesser von 5 bis 9 mm kugelig, ei- oder urnenförmig und drei- bis vierfächrig. Der Diskus ist eingedrückt und die Fruchtfächer sind eingeschlossen oder selten auf der Höhe des Randes.

## Vorkommen
Das natürliche Verbreitungsgebiet von Eucalyptus obliqua ist die Great Dividing Range im Norden von New South Wales und im Süden von Queensland, der südliche Küstenabschnitt von New South Wales, der Osten, Süden und Südwesten von Victoria, der Südosten und Süden von South Australia sowie große Teile Tasmaniens (mit Ausnahme des äußersten Südwestens).
Eucalyptus obliqua wächst örtlich dominant in feuchtem Hartlaubwald oder lichtem Wald in kalten Gegenden mit hohem Niederschlag auf tiefen, fruchtbaren Böden.

## Taxonomie
Die Erstveröffentlichung von Eucalyptus obliqua erfolgte 1789 durch Charles Louis L’Héritier de Brutelle in Sertum Anglicum, S. 18. Das Typusmaterial weist die Beschriftung „Habitat in Novâ Cambriâ Nelson. Guil. Anderson“ auf. Synonyme für Eucalyptus obliqua L’Hér. sind Eucalyptus pallens DC., Eucalyptus procera Dehnh., Eucalyptus fabrorum Schltdl., Eucalyptus falcifolia Miq., Eucalyptus heterophylla Miq., Eucalyptus nervosa F.Muell. ex Miq. nom. illeg., Eucalyptus obliqua var. degressa Blakely und Eucalyptus obliqua var. megacarpa Blakely.

## Nutzung
Eucalyptus obliqua ist einer der wichtigsten australischen Hartholzlieferanten zusammen mit Eucalyptus regnans wird er als „Victorian Ash“ oder „Tasmanian Oak“ angeboten. Das Holz besitzt ein etwas höheres spezifisches Gewicht als das von Eucalyptus regnans, das mit 720 bis 830 kg/m³ angegeben wird, und ist auch härter. Das Splintholz ist blassbraun und das Kernholz hellbraun.
Das Holz ist mittelhart, aber nicht sehr beständig. Es splittert leicht und kann leicht bearbeitet, geleimt und gebeizt werden. Auch zum Biegen unter Dampf eignet es sich. Hauptsächlich wird es für die Zellstoffproduktion, den Hausbau, Tischlerarbeiten, Bodenarbeiten und die Möbelherstellung eingesetzt.

## Bekannte Einzelexemplare
Qualifizierte Landvermesser haben schon Einzelexemplare mit Wuchshöhen bis zu 98,8 Meter dokumentiert. Das derzeit höchste Exemplar mit einer Wuchshöhe von 86 Meter steht in Tasmanien.